# Puerta Flumentana

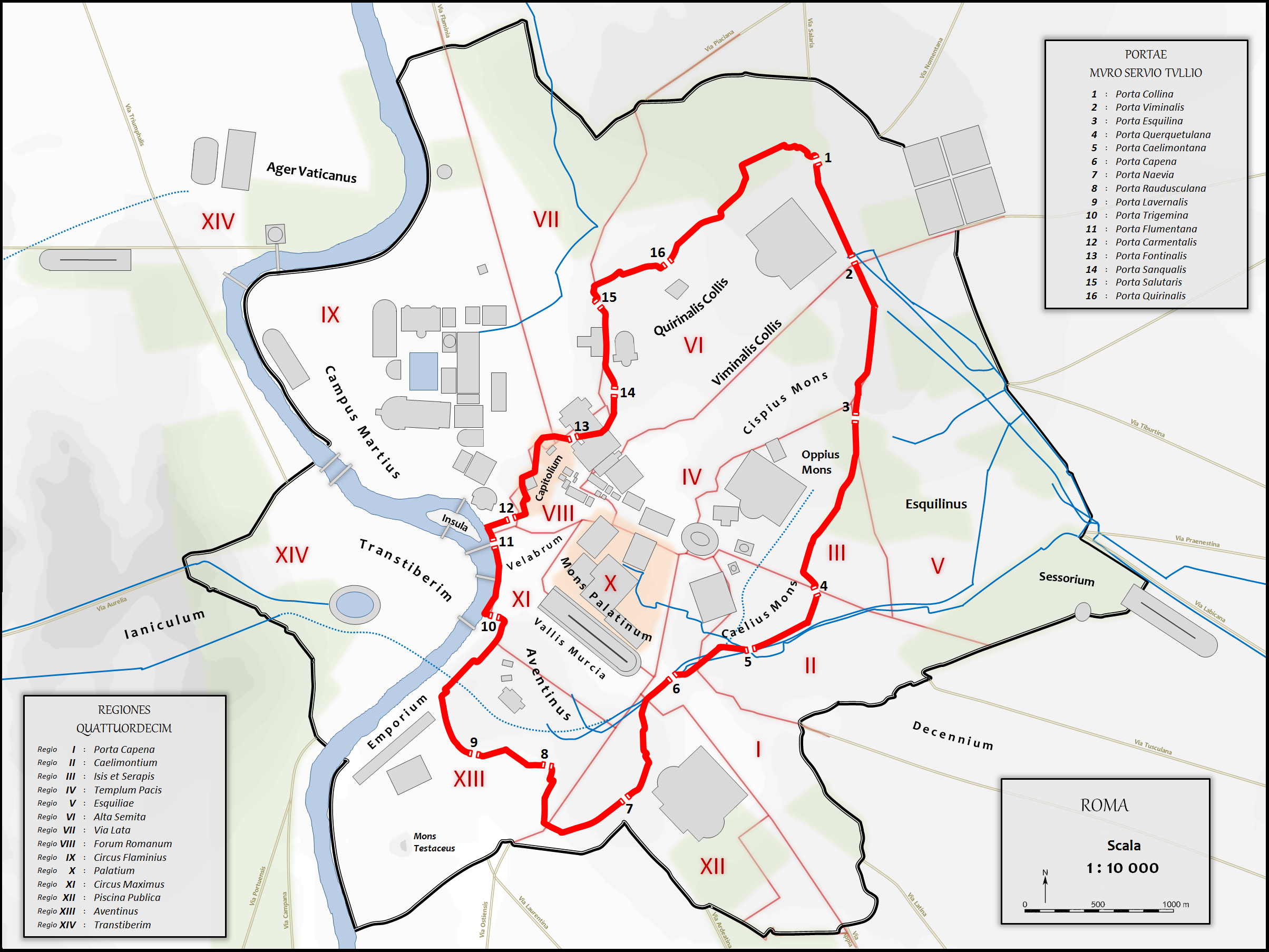
Trazado de la muralla serviana (en rojo) y ubicación de la puerta Flumentana en el número 11.

La puerta Flumentana (en latín: Porta Flumentana o Fornix Augusti) es una de las puertas de las murallas servianas, situada entre la puerta Trigemina y la puerta Carmentale de Roma.

## Ubicación
La puerta se encuentra cerca del Tíber, del que toma su nombre, en el punto en el que el Vicus Tuscus, tras unirse a la Nova Via, cruza el trazado de las murallas servianas, en el borde izquierdo de la Cloaca Maxima. Es posible que esté relacionado con el puente Æmilius, aunque parece poco probable, en primer lugar porque cuando se construyó en el año 179 a. C. la muralla serviana debía de estar parcialmente desmantelada en la zona y, en segundo lugar, porque la orientación actual del puente data de su reconstrucción bajo Augusto.
La zona denominada como extra porta Flumentanam por los autores antiguos correspondería entonces a la parte sur del Campo de Marte, ocupada en parte por domus acomodadas.

## Historia
La puerta fue reconstruida por Augusto como pontifex maximus poco después del año 12 a. C. Adoptó entonces la forma de un arco de triunfo de mármol que atravesaba la calle que conducía al puente Æmilius. Según el arqueólogo italiano Filippo Coarelli, las dos basas dedicadas a Cayo César y a Lucio César desenterradas cerca del templo de Portuno debieron de enmarcar el arco.